# Excavarus taiwanus
Excavarus taiwanus là một loài tò vò trong họ Ichneumonidae.